# Banning (Californie)
Pour les articles homonymes, voir Banning.
Banning est une municipalité située dans le comté de Riverside en Californie, aux États-Unis. Sa population était de 29 603 habitants au recensement de 2010. La ville est située dans la San Gorgonio Pass, ou Banning Pass.

## Géographie
Banning est située à 33°55′54″Nord, 116°53′51″Ouest.
Selon le Bureau du recensement des États-Unis, la ville a une superficie totale de 59,7 km².
Banning possède un aéroport (Banning Municipal Airport, code AITA : BNG).

## Démographie
| 1930  | 1940  | 1950  | 1960   | 1970   | 1980   |
| ----- | ----- | ----- | ------ | ------ | ------ |
| 2 752 | 3 874 | 7 034 | 10 250 | 12 034 | 14 020 |

| 1990   | 2000   | 2010   | - | - | - |
| ------ | ------ | ------ | - | - | - |
| 20 570 | 23 562 | 29 603 | - | - | - |